# Parapionosyllis bifurcatoides
Parapionosyllis bifurcatoides är en ringmaskart som beskrevs av Hartmann-Schröder 1979. Parapionosyllis bifurcatoides ingår i släktet Parapionosyllis och familjen Syllidae. Inga underarter finns listade i Catalogue of Life.